# Цетински Варош
Цетински Варош је насељено место у општини Цетинград, на Кордуну, Карловачка жупанија, Република Хрватска.

## Географија
Цетински Варош се налази око 4 км јужно од Цетинграда.

## Историја
Цетински Варош се од распада Југославије до августа 1995. године налазио у Републици Српској Крајини. До територијалне реорганизације у Хрватској налазио се у саставу бивше велике општине Слуњ.

## Становништво
Према попису становништва из 2011. године, насеље Цетински Варош је имало 29 становника.

### Број становника по пописима
| Националност   | 2001. | 1991. | 1981. | 1971. | 1961. | 1953. | 1948. | 1931. | 1921. | 1910. | 1900. | 1890. | 1880. | 1869. | 1857. |
| бр. становника | 57    | 441   | 549   | 216   | 216   | 255   | 353   | 522   | 397   | 500   | 233   | 391   | 1.017 | 1.172 | 970   |

- напомене:

У 2001. смањено издвајањем насеља Капљув, Било, Подцетин и Стрмачка. У 1869., 1880., од 1910. до 1931. те 1981. и 1991. садржи податке за насеље Било. Од 1869. до 1890. те 1981. и 1991. садржи податке за насеље Капљув. У 1981. и 1991. садржи податке за насеље Подцетин, од 1857. до 1948. те 1981. и 1991. садржи податке за насеље Стрмачка, а 1880. за насеље Кук.

## Попис 1991.
На попису становништва 1991. године, насељено место Цетински Варош је имало 441 становника, следећег националног састава:
| Попис 1991.‍ | Попис 1991.‍ | Попис 1991.‍ | Попис 1991.‍ | Попис 1991.‍ |
| ----------- | ----------- | ----------- | ----------- | ----------- |
|             |             |             |             |             |
| Хрвати      | Хрвати      |             | 397         | 90,02%      |
| Срби        | Срби        |             | 20          | 4,53%       |
| непознато   | непознато   |             | 24          | 5,44%       |
| укупно: 441 |             |             |             |             |